# Пасивний стан
Пасивний стан — це граматичний стан, який зустрічається в багатьох мовах. У звороті з пасивним станом підмет виражає тему або пацієнс головного дієслова — тобто особу або предмет, який зазнає певної дії або стан якого змінюється — на відміну від активного стану, у якому підмет виконує роль агенса. Наприклад, у пасивному реченні «Дерево повалене» підмет (дерево) позначає пацієнс, а не агенс дії, тоді як речення «Хтось повалив дерево» і «Дерево впало» є активними.
Зазвичай у пасивних реченнях те, що зазвичай виражається додатком (або іноді іншим актантом) дієслова, нині виражається підметом, а те, що зазвичай виражається присудком, або просто відкидається, або позначається якимось додатком у звороті (ад'юнктом). Таким чином, перетворення активного стану дієслова на пасивний є процесом зменшення валентності (позбавлення перехідності), оскільки він синтаксично перетворює перехідне значення на неперехідне. Це не завжди так; наприклад, у японській мові конструкція з пасивним станом не обов'язково зменшує валентність.
У багатьох мовах є і активний, і пасивний стан; їх наявність забезпечує більшу гнучкість у побудові речень, оскільки синтаксичну роль підмета може виконувати як семантичний агенс, так і пацієнс. Використання пасивного стану дає мовцеві змогу упорядковувати відрізки дискурсу, поміщаючи в позицію підмета інші фігури, крім агенса. Це дає змогу висунути на перший план пацієнс, реципієнта або іншу семантичну роль; крім того, це корисно, коли темою поточної дискусії семантичний пацієнс. Пасивний стан може також використовуватися з метою уникнути вказівки на агенс дії.

## Позначення пасивного стану
У різних мовах пасивний стан позначається різними граматичними формами.
У деяких мовах пасивний стан позначається дієвідмінюванням дієслова, тобто певними формами дієслова. Такими мовами є грецька, латинська та скандинавські мови, зокрема шведська.
| Стан     | Латинська               | Шведська                | Значення                     |
| -------- | ----------------------- | ----------------------- | ---------------------------- |
| Пасивний | Vīnum ā servō portātur. | Vinet bärs av tjänaren. | Вино приноситься офіціантом. |
| Активний | Servus vīnum portat.    | Tjänaren bär vinet.     | Офіціант приносить вино.     |

Схожа схема діє у норвезькій (нюношк) та ісландській мовах, але пасив у них використовується рідше. Пасивні форми в нюношку можуть вживатися лише з допоміжним дієсловом, у шведській і данській такої вимоги немає. У нюношку використовується å verte або å bli + дієприкметник минулого часу для пасивного стану, у шведській та данській мовах використовується суфікс пасивного стану -s, а в ісландській — að verða або að vera + дієприкметник минулого часу або суфікс -st для середнього стану (middle voice).
У латинській мові агенс пасивного речення, якщо він вказаний, виражається іменником в аблативі, у цьому випадку servō (орудний відмінок servus). У різних мовах використовуються різні способи вираження агенсу в пасивних реченнях. Наприклад, у шведській мові агенс може виражатися за допомогою прийменникового звороту з прийменником av (еквівалент англійського by).
| Корінь | Пасивний стан | Значення   |
| ------ | ------------- | ---------- |
| patay  | pinatay       | убитий     |
| nakaw  | ninakaw       | вкрадений  |
| garas  | ginaras       | підрізаний |

В інших мовах, зокрема англійській, пасивний стан виражається за допомогою допоміжного дієслова.

## Пасивний стан в англійській мові
В англійській, як і в деяких інших мовах, використовується перифрастичний пасив (не плутати з перифразом). У ній для позначення пасивного стану використовується не словозміна безпосередньо дієслова, а форма минулого часу дієслова плюс допоміжне дієслово be або get (у традиційній граматиці їх називають дієсловами-зв'язками).
- The money was donated to the school. — Гроші були передані школі (букв.: були пожертвувані).
- The vase got broken during the fight. — Ваза розбилася під час бійки (букв.: стала розбитою).
- All men are created equal. — Усі люди створені рівними (букв.: є створеними).

Якщо агенс згадується, він зазвичай з'являється в прийменниковому звороті, який вводиться прийменником by.
- Без агенсу: The document was signed. — Документ був підписаний.

- З агенсом: The document was signed by Mr. Tan. — Документ був підписаний містером Таном.

Підмет пасивного стану зазвичай відповідає прямому додатку відповідної формули активного стану (як у наведених вище прикладах), але англійська мова також допускає пасивні конструкції, у яких підмет відповідає непрямому додатку або прийменниковому доповненню:
- We were given tickets. — букв.: Ми були тими, кому дано квітки (підмет we відповідає непрямому додатку give).
- Tim was operated on yesterday. — букв.: Вчора Тім був тим, кого прооперували (підмет Tim відповідає доповненню з прийменником on).

У реченнях другого типу прийменник зберігається. Це називається прийменниковим пасивом або псевдопасивом (хоча останній термін може вживатися і в інших значеннях).
Домінуючим в англійській мові є активний стан. Багато коментаторів (зокрема Джордж Орвелл в есе «Політика та англійська мова», а також Вільям Странк і Елвін Вайт у стилістичному довіднику The Elements of Style), закликали мінімізувати використання пасивного стану, але серед них майже завжди виникало нерозуміння щодо того, що це, власне, таке. Попри ці заклики, пасивний стан відіграє важливу роль, і практично всі письменники ним користуються (зокрема Орвелл, Странк і Вайт). Існує загальна згода, що пасивний стан корисний, коли потрібно змістити увагу з виконавця дії на її об'єкт.

У словнику англійської мови Merriam-Webster's Dictionary of English Usage наведено посилання на три статистичні дослідження пасивних та активних речень у різних періодичних виданнях:
Найбільша частотність пасивних конструкцій становила 13 відсотків. Оруелл у «Політиці та англійській мові» вживає більше 20 відсотків. Вочевидь, він вважав цю конструкцію корисною, попри свою пораду за можливості уникати її.

## Визначення поняття «пасив»
У лінгвістиці термін «пасив» застосовується до широкого кола граматичних структур, тому лінгвістам важко визначити цей термін так, щоб він мав сенс у всіх людських мовах. Згідно з канонічним визначенням, пасив у європейських мовах має такі властивості:
1. Підмет не є агенсом.
2. Відбувається зміна порядку слів або, якщо мові властива іменна морфологія, — форми іменника у реченні.
3. Існує специфічна дієслівна морфологія — певна форма дієслова є вказівкою на пасивний стан.

У неєвропейських мовах виникає проблема з визначенням пасивного стану. Багато конструкцій у них мають принаймні одну спільну рису з канонічним європейським пасивом, але не всі. Хоча здається виправданим називати ці конструкції пасивними, порівнюючи їх із пасивними конструкціями європейських мов, загалом пасиви у різних мовах світу не мають жодної спільної риси.
Роберт Діксон сформулював чотири критерії для визначення того, чи є конструкція пасивною:
1. Він застосовується до базових[en] перехідних зворотів і утворює похідну неперехідну форму.
2. Об'єкт, який є пацієнсом або додатком перехідного дієслова в базовому представленні (позначається як O у лінгвістичній термінології), стає головним аргументом звороту (позначається як S, оскільки головний аргумент є суб'єктом неперехідного дієслова).
3. Агенс у базовому представленні (позначається як A) стає chômeur — вторинним іменником, який не є головною «дійовою особою». Він позначається непрямим відмінком або стає частиною приєднувального звороту[en] тощо. Його можна опустити, але завжди є можливість включити.
4. Існує явне маркування[en] звороту.

Діксон визнає, що в цій класифікації не враховані певні конструкції, які деякі лінгвісти вважають пасивними.

## Протиставний пасив
У деяких мовах, зокрема в мовах Південно-Східної Азії, пасивний стан іноді є ознакою того, що дія або подія була неприємною або небажаною. З погляду синтаксичної структури таким пасив — він називається протиставний (заперечний) — працює як звичайний пасив, тобто в ролі підмета виступає тема або інструмент. Крім того, така конструкція вказує на небажаність певного впливу або передбачає, що хтось зазнав небажаного впливу.

У японській мові, наприклад, протиставний пасив (його також називають заперечним або непрямим пасивом) вказує на заперечний вплив. Непрямий або протиставний пасив має ту ж форму, що й «прямий» пасив. Але, на відміну від прямого пасиву, непрямий може використовуватися з неперехідними дієсловами.
花子が
Hanako-ga
Ханако-NOM
隣の
tonari-no
сусід-GEN
学生に
gakusei-ni
студент-DAT
ピアノを
piano-o
піаніно-ACC
朝まで
asa-made
ранок-до
弾かれた。
hika-re-ta.
грав-PASS-PFV
«На Ханако погано вплинув студент-сусід, який грав на піаніно аж до ранку.»

У юпікській мові, яка належить до ескімосько-алеутської мовної сім'ї, є два різні суфікси, які можуть вказувати на пасивність, — -cir- і -ma-. Морфема -cir- має заперечувальне значення. Якщо агенс входить у пасивне речення з пасивним станом на -cir, іменник, як правило, стоїть в алативі (непрямому відмінку).
neqe-rrluk
риба-відхилилася.від.природного.стану
yuku-cir-tu-q
пліснявою-стала-IND.INTR-3sg
«Цей прекрасний шматок сухої риби запліснявів (став пліснявим)».

## Статичний і динамічний пасив
У деяких мовах, зокрема в англійській, часто існує схожість між реченнями, що виражають дію або подію в пасивному стані, і реченнями, що виражають стан. Наприклад, фраза «Собаку нагодували» може мати два різних значення:
- The dog is fed (twice a day). — букв.: Собака годується двічі на день.
- The dog is fed (so we can leave now). — Собака нагодований, тому ми можемо йти.

Додатки в дужках «зводять» ту саму послідовність слів до лише однієї з двох можливих граматичних функцій і пов'язаного з нею значення. У першому реченні поєднання допоміжного дієслова is та дієприкметника минулого часу fed є звичайним прикладом побудови пасивного стану в англійській мові. У другому реченні дієслово is можна інтерпретувати як звичайну зв’язку, а дієприкметник минулого часу — як прикметник.
Речення другого типу деякі лінгвісти називають хибним пасивом: вони стверджують, що такі речення просто плутають із пасивним станом через їхню зовнішню схожість. Натомість інші лінгвісти вважають другий тип пасиву іншим його різновидом — так званим статичним пасивом (в англійській мові він може мати назву stative, statal, static або resultative), на відміну від динамічного або подієвого (dynamic, або eventive) пасиву, приклад якого наведено в першому реченні. У деяких мовах ці два різновиди пасиву виражають або можуть виражати ці різні значення.
Різницю між динамічним і статичним пасивами чіткіше видно в таких мовах, як німецька, де для їх позначення використовуються різні слова й конструкції. У німецькій мові статичний пасив позначається допоміжним дієсловом sein (нім. Zustandspassiv, рідше statisches Passiv, у німецькій називається також sein-Passiv або Sein-Passiv), тоді як werden позначає динамічний пасив (нім. Vorgangspassiv або Handlungspassiv, рідше dynamisches Passiv, у німецькій називається також werden-Passiv або Werden-Passiv або просто Passiv чи Passivum).
Англійське речення The lawn is mown (газон скошений) може мати два значення, як у наведеному вище прикладі The dog is fed:
- Динамічний: The lawn is mown (once a week). — букв.: Газон коситься раз на день.
- Статичний: The lawn is mown (so they're probably not gone.). — букв.: Газон покошено, тож вони, схоже, не з'їхали.

У німецькій мові для цих речень використовуються дві різні граматичні конструкції:
- Динамічний: Der Rasen wird (einmal pro Woche) gemäht.
- Статичний: Der Rasen ist gemäht (also sind sie wahrscheinlich nicht verreist).

Інші приклади та пояснення:
- Динамічний: Der Rasen wird (gerade/oft) gemäht. — Газон косять прямо зараз/часто, букв.: Газон коситься прямо зараз/часто.
- Статичний: Der Rasen ist (schon) gemäht. — Газон [вже] покошено.

Деякі німецькі дієслова, як-от bedecken (накривати, покривати), erfüllen (наповнювати, заповнювати) і trennen (відділати, відокремлювати), коли вони вживаються як дієслова стану, зазвичай утворюють лише статичний пасив.
- Schnee bedeckt die Erde. — Сніг вкриває землю (активний стан).
- Die Erde ist mit Schnee bedeckt. — Земля вкрита снігом (статичний).
- Рідкісне, поетичне: Die Erde wird durch Schnee bedeckt. — Землю вкриває сніг (динамічний).
- Але не: Die Straße wird mit Trümmern bedeckt. — Вулиця засипається щебенем.
- Правильно: Die Straße ist mit Trümmern bedeckt. — Вулиця засипана щебенем.

Незважаючи на зовнішню схожість речення der Rasen ist gemäht із конструкцією доконаного виду деяких неперехідних німецьких дієслів в активному стані (наприклад, er ist gekommen) і те, що всі дієслова вжито в пасивному стані (наприклад, der Rasen ist gemäht worden), речення der Rasen ist [schon] gemäht та еквівалентне йому англійське речення The lawn is mown, безумовно, є реченнями теперішнього часу, а не доконаного. Звісно, англійський приклад можна перефразувати так, щоб він означав те саме у доконаному часі: the lawn has [already] been mown (der Rasen ist [schon] gemäht worden…), але було б неправильно називати англійський оригінал або його німецький еквівалент перфектом.
В англійській мові пасивний стан, виражений допоміжним дієсловом get, а не be (get-пасив), виражає динамічність, а не статичність. Але коли використовується допоміжне дієслово be, основне дієслово може мати як динамічне, так і статичне значення, як показано нижче (включаючи копії деяких прикладів зверху):
- The dog gets fed twice a day. — Собаку годують двічі на день (динамічний).
- The dog is fed (twice a day). — Собаку годують (двічі на день); Собака годується двічі на день (динамічний).
- The dog is fed (so we can leave now). — Собака нагодований (а отже, ми можемо йти) (статичний).
- The couple got married last spring. — Пара одружилася минулої весни. (динамічний)
- The marriage was celebrated last spring. — Шлюб святкували (~ Шлюб святкувався) минулої весни (динамічний).
- It is agreed that laws were invented for the safety of citizens. — Вважається, що закони придумали для безпеки громадян (статичний).

Дієслова, які зазвичай виражають статичність, можуть виражайти й динамічність, коли вживаються в пасиві, утвореному за допомогою get, — пор., наприклад, be known (статичність) і get known (динамічність):
- Zoltan is known for hosting big parties. — Золтан відомий тим, що влаштовує великі вечірки (статичний).
- Get your foot in the door, get known. — Зробіть крок у двері, станьте відомими (динамічний)[19].